# Emocja
Emocja (od łac. e movere, „w ruchu”) – stan znacznego poruszenia umysłu. Emocje charakteryzują się tym, że pojawiają się nagle i zawsze łączą się z pobudzeniem somatycznym; mogą osiągnąć dużą intensywność, ale są przejściowe.
Słowo to miało w historii wiele znaczeń przed-psychologicznych i odnosiło się nie do stanu indywidualnego umysłu, ale najpierw do przemieszczania się (ludów, populacji), potem do prawie fizycznej agitacji (np. w przypadku burzy, an Emotion in the air, 1708). We współczesnym znaczeniu tego słowa emocja implikuje aspekt działaniowy, reakcyjny, i nie jest równoznaczna z pasywnym uczuciem (ang., fr. passion, gr. πάσχω, zob. namiętność). Takie rozumienie emocji związane jest z pracami Williama Jamesa (1890), Roberta Solomona i Antonio Damasio (1995).
Procesy emocjonalne to część procesów psychicznych, które poznaniu i czynnościom podmiotu nadają jakość oraz określają znaczenie, jakie mają dla niego będące źródłem emocji przedmioty, zjawiska, inni ludzie, a także własna osoba, czyli wartościują stymulację.

## Klasyfikacja procesów emocjonalnych

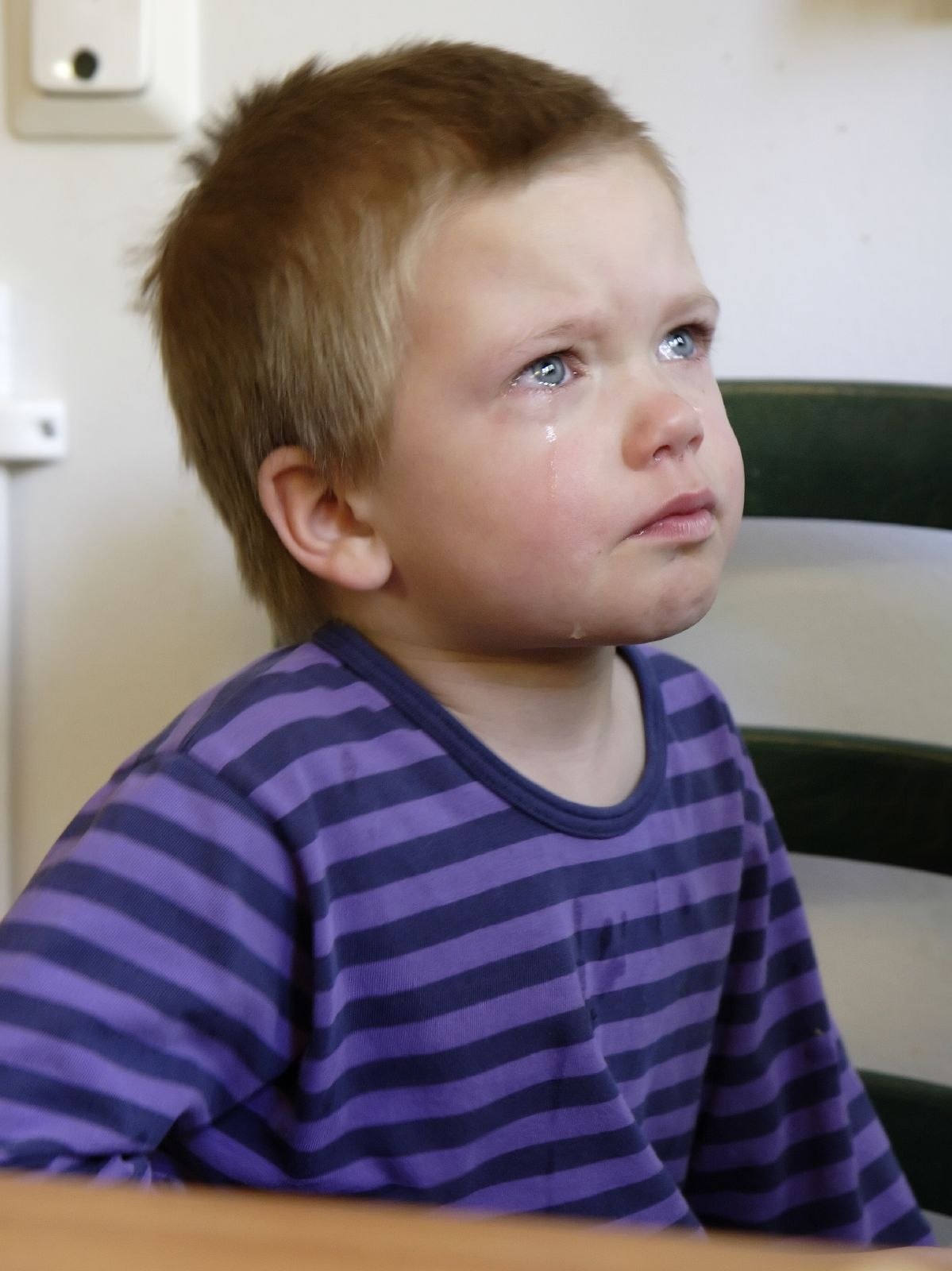
Ekspresja smutku u dziecka

Ze względu na wielość pojęć, które odnoszą się do stanów afektywnych, trudno o takie definicje, które nie nakładałyby się na siebie. Większość badaczy zgadza się co do rozróżnienia odmiennych zjawisk:
- uczucia – stany psychiczne dotyczące sfery uczuciowej życia, wyrażające ustosunkowanie się człowieka do określonych zdarzeń, ludzi i innych elementów otaczającego świata, polegające na odzwierciedleniu stosunku człowieka do rzeczywistości. Czuje się coś do kogoś lub czegoś np. miłość. Uczucia stanowią interpretację emocji, dokonywaną na podstawie zakodowanych w pamięci człowieka wzorów kulturowych i doświadczeń oraz podyktowanej nimi oceny sytuacji. Ta sama emocja – rozumiana jako świadomy proces psychiczny, będący reakcją organizmu na bodźce – może zostać zinterpretowana jako różne uczucia w zależności od sytuacji. Przykładowo zespół reakcji organizmu związany m.in. ze wzrostem poziomu adrenaliny, przyspieszonym tętnem i odpowiednim pobudzeniem układu nerwowego może być interpretowany (uświadamiany) jako strach, lęk, obawa lub panika w zależności od nasilenia emocji oraz rozpoznania wywołujących ją bodźców. Ponieważ rozpoznanie (uświadomienie sobie, zinterpretowanie) emocji jako określonego uczucia polega na nadaniu jej określonego znaczenia (związaniu jej z określonym pojęciem), uruchomiona zostaje wiedza o właściwych temu uczuciu konotacjach kulturowych. Może być to motorem określonych działań człowieka. Uczucia wyższe obejmują m.in. uczucia moralne (etyczne), uczucia estetyczne i uczucia intelektualne. Niekiedy używa się pojęcia uczucia do określenia zarówno emocji, nastroju, jak i sentymentu.
- afekty – uczucia powstające najczęściej pod wpływem silnych bodźców zewnętrznych, zwłaszcza działające nagle (gniew, złość, rozpacz, radość i strach). Posiadające wyraźny komponent fizjologiczny i ograniczające racjonalność działania. Pojęcie używane niekiedy jako synonim emocji.
- emocje (łac. emovere) – świadome lub nieświadome silne, względnie nietrwałe, gwałtowne uczucia (stany afektywne) o silnym zabarwieniu i wyraźnym wartościowaniu (o charakterze pobudzenia pozytywnego lub negatywnego), poprzedzone jakimś wydarzeniem i ukierunkowane. Np. gniew, wzruszenie, trema. Charakterystyczne dla emocji pozytywnych jest wzbudzanie tendencji do podtrzymywania danej aktywności lub określonego kontaktu (z sytuacjami, przedmiotami), który te emocje wywoływał. W pewnych okolicznościach gotowość do wykonywania czynności może spadać- dzieje się tak, gdy czynność ta wymagała trudu, pokonania niebezpieczeństw lub wiązała się z groźbą niepowodzenia. Wówczas człowiek nie chce ponownie wykonać tej czynności, choć zakończyła się ona sukcesem. Podobnie dzieje się, gdy pozytywna emocja jest efektem czynności przynoszących nasycenie. Spadek gotowości do powtórzenia tych czynności jest jednak krótkotrwały, gdyż gdy minie nasycenie, tendencja do ich powtórzenia powróci. Emocje negatywne mają za zadanie sprowokować jednostkę do przerwania aktywności, która stała się ich przyczyną, bądź przerwania kontaktu ze źródłem tych emocji. Mogą one zwiększać motywację do kontynuowania wysiłków- wiąże się to z faktem, że przeszkody lub niepowodzenia stwarzają zagrożenie dla samooceny. Jeżeli powtarzanie prób nie usuwa przeszkody, lub człowiek uzna, że nie może tej przeszkody pokonać, wówczas spada pobudzenie i pojawia się niechęć do danej czynności. Emocje ujemne mogą trwać przez pewien czas, nawet gdy ich przyczyna straci swoją moc oddziaływania. Wyrazistym przykładem tego zjawiska są wszelkie urazy psychiczne powstałe w wyniku traumatycznych wydarzeń w życiu człowieka. W niektórych przypadkach zagrożenie może być źródłem emocji pozytywnych, jeżeli człowiek stwierdzi, że jest w stanie nad nimi zapanować (np. egzamin ustny dla studenta wiąże się z pewnym zagrożeniem – obawia się on kompromitacji, krytyki itd., ale jest to „pozytywny stres” i jeżeli student nad nim zapanuje to ewentualny sukces przyniesie mu wiele satysfakcji). Zdarza się, że dana czynność wywołuje równocześnie emocje pozytywne i negatywne. W takiej sytuacji zachowanie staje się niejednoznaczne- jest ona wykonywana powoli, niekonsekwentnie, może temu jednak towarzyszyć wzrost pobudzenia emocjonalnego, tak więc nie jest jasne o co danej osobie chodzi. Częste sytuacje tego typu mogą prowadzić do zaburzeń funkcji narządów wewnętrznych (np. napadów histerii). Na emocje składają się trzy odrębne składniki: wyraz mimiczny, pobudzenie fizjologiczne i subiektywne doznanie (zobacz: dwuczynnikowa teoria emocji).
- motywacje – mają szczególną zdolność do popychania życia ku przyszłości.
- nastroje – uczucia o spokojnym przebiegu, mniejszym nasileniu i dłuższym czasie trwania niż emocje (np. zadowolenie lub niezadowolenie, wesołość lub smutek, niepokój, tęsknota, nostalgia, irytacja, samotność, dobrostan wewnętrzny).
- namiętności – to trwałe skłonności do przeżywania różnych nastrojów i afektów w związku z określonymi celami dążeń człowieka. Namiętności mają dużą siłę pobudzającą, ukierunkowują myśli, spostrzeżenia, pamięć i inne procesy psychiczne. Są charakterystyczne dla wieku młodego, z czasem słabną, ale niektóre (np. chciwość) mogą narastać.
- sentymenty (postawy emocjonalne) – odnosi się do trwałych sympatii bądź antypatii np. „nie lubię antypatii”, „nie lubię brukselki”.
- pasje – uczucia bardziej intensywne i trwałe.

Tradycyjna psychologia introspekcyjna wyróżniała trzy istotne cechy procesów emocjonalnych:
- znak emocji (wartościowość, walencja) – ich pozytywny (przyjemność) lub negatywny (przykrość) charakter;
- natężenie emocji, które wiąże się z wielkością wpływu tego procesu na zachowanie, tok myślenia itp.;
- treść emocji, które określa znaczenie bodźca i usposabia do konkretnego zachowania (np. lęk do ucieczki, a gniew do zachowań agresywnych).

Procesy emocjonalne są również dzielone na pierwotne – niższe, które dotyczą zaspokojenia biologicznych potrzeb organizmu i wtórne – wyższe, mające charakter społeczny, dotyczące sfery wartości i wiedzy.
Źródła procesów emocjonalnych:
- bodźce odbierane przez nasze zmysły: ciepło słońca, zapach kwiatów[4], powiew wiatru, dźwięk muzyki, zapach siarkowodoru, dotknięcie czegoś,
- przedmioty lub obiekty, które nie budziły wcześniej żadnych uczuć, np. kontakt z jeziorem jest emocjonalnie obojętny jesienią, ale w czasie letnich upałów jest źródłem przyjemności. Komuś, kto tonął, jezioro może kojarzyć się z lękiem,
- dążenie do zaspokojenia potrzeb – kiedy wydaje się, że potrzeba może być zaspokojona pojawia się radość, podekscytowanie, duma, natomiast gdy potrzeba napotyka blokadę – smutek, żal, lęk, złość,
- kontakt z samym sobą – można siebie lubić, nienawidzić, być z siebie dumnym, złościć się na siebie. Przekonania żywione o sobie, stopień, w jakim jesteśmy bliscy tego, jakimi chcielibyśmy być – wszystko to jest ważnym źródłem emocji,
- słowa – mogą działać podobnie jak czyny i wywoływać emocje (nie tylko w wypowiadającym je, ale też w innych): radość, żal, wstyd, lęk, poczucie winy, słowo „nie” często jest sprawcą smutku, rozgoryczenia.

## Fizjologia procesów emocjonalnych
Procesy emocjonalne są ściśle związane z funkcjonowaniem układu limbicznego, jako układu integrującego czynności struktur korowych (zwłaszcza kory czołowej) z procesami neuroendokrynnymi i czynnością autonomicznego układu nerwowego. Zaangażowany jest głównie pień mózgu i układ limbiczny, ciało jest obszarem ekspresji emocji.
Według podejścia fizjologicznego emocje są złożonymi reakcjami automatycznymi. Powstały w wyniku rozszerzenia mechanizmów zachowania homeostazy.

## Zaburzenia procesów emocjonalnych
Zaburzenia procesów emocjonalnych dzieli się na:
- zaburzenia typu: obniżenie i podwyższenie nastroju, lęk, złość (dysforia);
- zaburzenia dynamiki: zobojętnienie, spłycenie, zubożenie, zaleganie, lepkość, chwiejność, nietrzymanie;
- zaburzenia wysycenia: syntymia, hipertymia, hipotymia, atymia, paratymia, katatymia.

## Badania naukowe emocji
Charakterystyczne przejawy emocji badał Karol Darwin, a swe wnioski przedstawił w książce The Expression of the Emotions in Man and Animals (wyd. 1872 i 1889), pol. O wyrazie uczuć u człowieka i zwierząt (zob. też Paul Ekman). Teoretyczną podstawą emocji zajmował się Immanuel Kant i David Hume. Teoria Jamesa-Langego jest jedną z pierwszych, próbujących wyjaśnić powstawanie emocji, które opisuje w sekwencji zauważenie bodźca – zmiany somatyczne – interpretacja zmian somatycznych jako emocji. Podobnie traktuje zagadnienie dwuczynnikowa teoria emocji (teoria etykietowania poznawczego) – najpierw człowiek musi uświadomić sobie, że jest pobudzony, następnie musi zinterpretować swoje pobudzenie. Badaniami emocji zajmowali się również: Joseph E. LeDoux, Arlie R. Hochschild, S. Shott, P. MacLean (teoria układu limbicznego jako odpowiedzialnego za emocje). Funkcjonujące teorie emocji to: „teoria Cannona-Barda”, „teoria emocji Plutchika”, „poznawcza teoria pobudzenia” R. Lazarusa i S. Schachtera.
Stwierdzono, że na stan emocjonalny może wpływać działanie neuronów lustrzanych.

## Emocje w sztuce
W malarstwie emocje można ukazywać za pomocą rozmaitych „operacji”. Malarz może „działać” kształtem malowanych postaci, barwą, w tym walorem, akcentem kolorystycznym itp.
| emocje   | radość                                            | smutek                                                           | miłość                                                                |
| barwy    | „cukierkowe”, błyszczące, zwykle ciepłe lub zimne | zimne, matowe, lub odcienie czerni i bieli, czasem barwy złamane | łagodne odcienie czerwieni lub różu, również w towarzystwie z czernią |
| kształty | idealnie proporcjonalne                           | zniekształcone, zaburzone proporcje                              | doskonałe, uwypuklające piękno postaci                                |

### Emocje artysty a emocje ukazane na obrazie
Często zdarza, że dzieło wywołujące w widzach określony stan emocjonalny jest odbiciem stanu emocjonalnego artysty, który w danym momencie je tworzył. Wielu badaczy sztuki poświęca dużo czasu na to, aby odkryć, jakie emocje towarzyszyły wtedy twórcom. W takich analizach pomocne jest bliższe zapoznanie się z biografią oraz innymi informacjami na temat artysty, na przykład z pamiętników, ówczesnych gazet oraz listów. Taka kompletna analiza jest w stanie zaprezentować badaczom zmiany w życiu artysty, które mogły mieć wpływ na to, jakie dzieła tworzył on w danym okresie.

### Efekty emocjonalne, uzyskane dzięki odpowiedniemu doborowi obrazów
Przykładowe efekty emocjonalne, jakie można uzyskać dzięki odpowiedniemu doborowi obrazów to:
- relaks – dzieła sztuki o stonowanych kolorach, na przykład zielonym, niebieskim, dzieła przedstawiające naturę
- energia – obrazy o kolorach dynamicznych, na przykład pomarańczowym, żółtym czy czerwonym, które mają radosną tematykę, często sztuka nowoczesna
- zaduma – do zadumy nakłaniają przede wszystkim obrazy prezentujące różne historyczne wydarzenia, obrazy w ciemniejszej kolorystyce, obrazy o poważnej tematyce
- skupienie – stan skupienia można uzyskać dzięki obrazom nowoczesnym, bez znacznej ilości szczegółów, o zgaszonych, stonowanych kolorach